# Matthäus Apelles von Löwenstern
Matthäus Apelles von Löwenstern (20. dubna 1594 Prudník – 11. dubna 1648 Vratislav) byl německý hudební skladatel.
Narodil se v Prudníku jako Matthäus Apelt, jeho otec byl sedlářem. Vynikl jako talentovaný hudebník a v roce 1625 dostal místo u vévody Jindřicha Václava Münsterberského. O šest let později byl jmenován královským radním a komorníkem. Později vstoupil do služby Ferdinanda II., který ho povýšil do šlechtického stavu. Nakonec se stal státním tajemníkem vévody Karla Friedricha z Münsterberku. V životě napsal asi 30 písní, některé z nich byly přeloženy do jiných jazyků.